# Saint-Marcel-d'Ardèche
Saint-Marcel-d'Ardèche è un comune francese di 2 483 abitanti situato nel dipartimento dell'Ardèche della regione dell'Alvernia-Rodano-Alpi.

## Società

### Evoluzione demografica
Abitanti censiti